# Örményes, Jász-Nagykun-Szolnok
Örményes  este un sat în districtul Törökszentmiklós, județul Jász-Nagykun-Szolnok, Ungaria, având o populație de 1.106 locuitori (2011). 

## Demografie
Componența etnică a satului Örményes
     Maghiari (100%)
Componența confesională a satului Örményes
     Fără religie (40,24%)
     Romano-catolici (19,26%)
     Reformați (11,03%)
     Necunoscută (29,48%)
     Alte religii (0,63%)
Conform recensământului din 2011, satul Örményes avea 1.106 locuitori. Din punct de vedere etnic, majoritatea locuitorilor (100,0%) erau maghiari. Nu există o religie majoritară, locuitorii fiind persoane fără religie (40,24%), romano-catolici (19,26%) și reformați (11,03%). Pentru 29,48% din locuitori nu este cunoscută apartenența confesională.